# Punta Cierva
La punta Cierva, cabo Primavera (según Argentina) o cabo Tisné (según Chile) es un cabo que marca la entrada sur de la caleta Cierva, en el norte de la bahía Hughes frente la costa Danco, costa occidental de la península Antártica. Se encuentra 50 kilómetros al este de la isla Brabante.

## Historia y toponimia

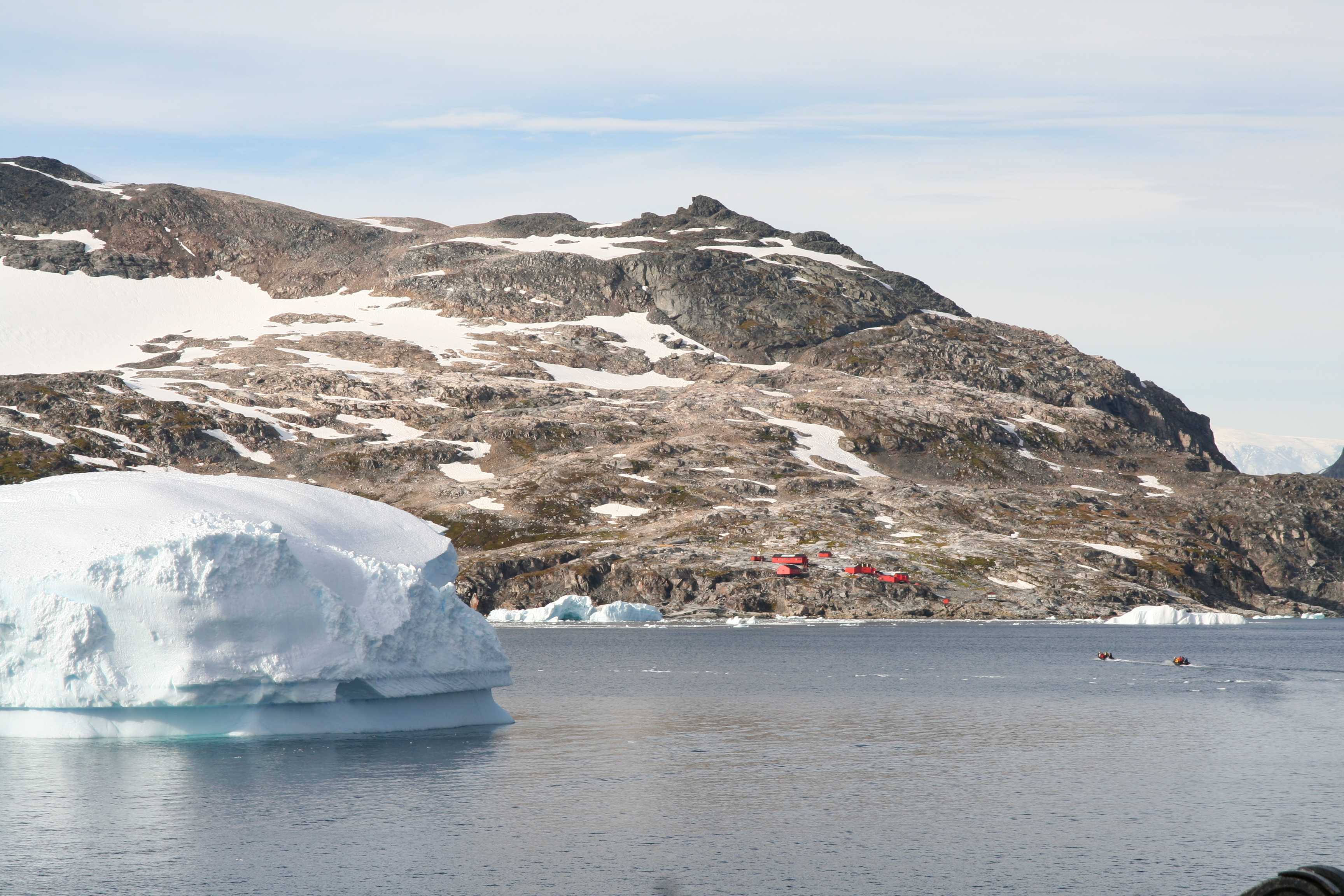
Vista de la punta y sus alrededores en 2010.

Fue llamado por error Kap W. Spring (tras confundirse con la punta Spring, ubicada también en la costa Danco) por la Expedición Antártica Sueca. En 1947, durante la Primera Expedición Antártica Chilena, se la denominó Isla Guardián Gutiérrez, en honor a un miembro de la expedición, tras cartografiar erróneamente la punta como isla. Posteriormente, en 1952, la Sexta Expedición Antártica Chilena la nombró cabo Tisné en honor al comandante de dicha expedición, el capitán de navío de la Armada de Chile Fernando Tisné.
El 23 de enero de 1954 la Armada Argentina instaló el refugio naval Cabo Primavera (luego Refugio naval Capitán Cobbett). Sobre la base del refugio, el 3 de marzo de 1977, el Comando antártico del Ejército Argentino inauguró la base Primavera. Desde 1954, el nombre de la punta dado por Argentina es cabo Primavera.
La punta figuró en mapas soviéticos de 1966 y 1973 con los nombres Kobbett y Cobbett (respectivamente), refiriéndose al refugio argentino.
En 1980 el Comité de Topónimos Antárticos del Reino Unido la renombró Cierva Point en asociación con la caleta Cierva, quien lleva el nombre de Juan de la Cierva, científico aeronáutico español que inventó el autogiro, aparato precursor del actual helicóptero.

## Geología
Se realizaron estudios geológicos en 1956, 1974, 1982, 1983 y 2004. Los afloramientos en la punta pertenecen a andesitas y brechas andesíticas del Grupo Volcánico Antarctic Peninsula. En cuanto a la geomorfología, el paisaje es glaciar y tiene costas abruptas y acantiladas.

## Ecología
Existe un microclima que favorece la presencia humana y de una variada fauna y flora (que florece en los lugares libres de hielo).

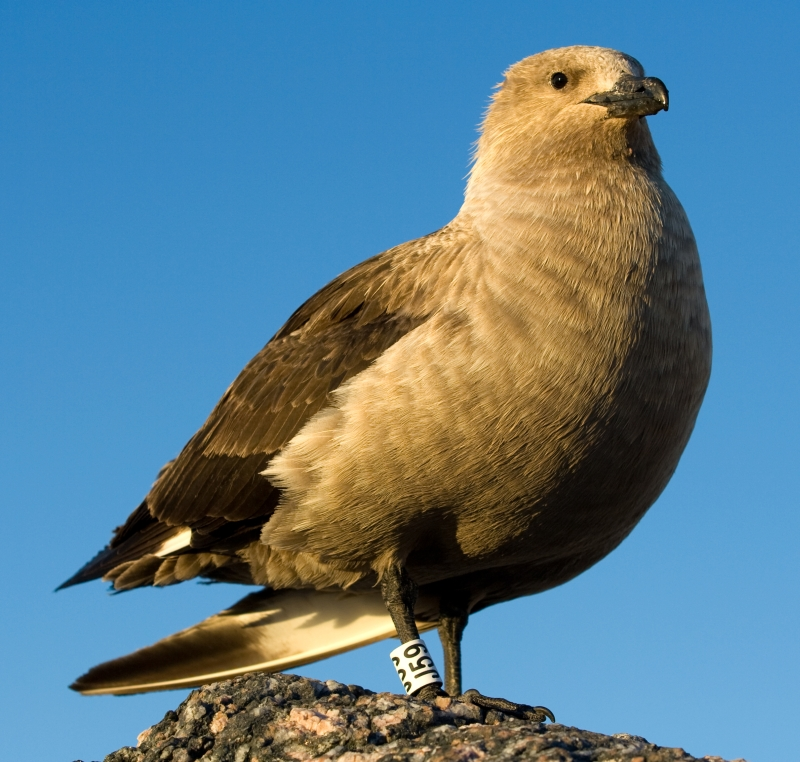
La ZAEP es importante para los págalos antárticos.

El área de 59,03 km² está protegida desde 1985 por el Sistema del Tratado Antártico. Fue el Sitio de Especial Interés Científico N.º 15 hasta 2002, y desde entonces es la Zona Antártica Especialmente Protegida N.º 134 "Punta Cierva e islas litorales, costa Danco, península Antártica" bajo propuesta y conservación de Argentina. La ZAEP incluye parte de la punta, la isla José Hernández (o Bofill), la isla Apéndice (o Rivera), los islotes Musgo (o López), el islote Mar (o Pingüino) y otros islotes cercanos a la costa, así como el mar intermedio y la zona intermareal. Fue designada como tal por el gran valor científico de su biodiversidad inusual, que incluye numerosas especies de plantas, aves e invertebrados. La topografía única, con la abundancia y diversidad de la vegetación, ha creado condiciones favorables para la formación de numerosos microhábitats.
Un sitio de 6540 hectáreas de tierra y mar, 500 metros al sur de la base argentina, ha sido identificado como un área importante para la conservación de las aves por BirdLife International. Se superpone parcialmente con la ZAEP.

### Fauna

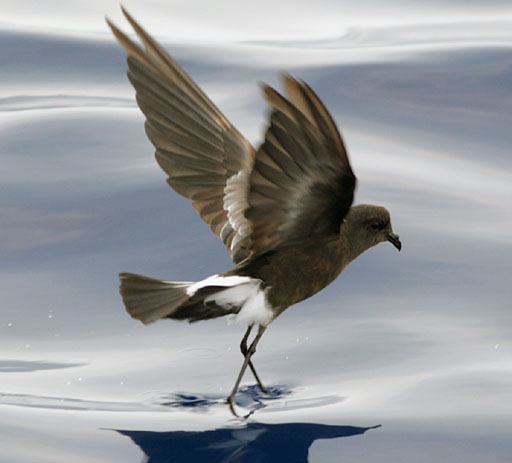
Se registraron más de 1100 parejas reproductoras de paínos de Wilson en toda la ZAEP.

El sitio posee alrededor de 500 parejas reproductoras de págalos antárticos (Stercorarius maccormicki). Otras aves que nidifican aquí son: cormoranes imperiales (Leucocarbo atriceps), abantos marinos antárticos (Macronectes giganteus), pingüinos barbijo (Pygoscelis antarcticus) y gentú (Pygoscelis papua; 1041 pares registrados en 1995-1996), 1168 parejas reproductoras de paíños de Wilson (Oceanites oceanicus), siete parejas reproductoras de petreles dameros (Daption capense), un par de parejas reproductoras de petreles níveos (Pagodroma nivea), 62 parejas reproductoras de gaviotas cocineras (Larus dominicanus), 24 parejas reproductoras charranes antárticos (Sterna vittata) y cuatro parejas reproductoras picovainas nivales (Chionis alba). Los números fueron registrados en el año 2000.
Entre los mamíferos marinos, se observan las focas peleteras (Arctophoca gazella), cangrejera (Lobodon carcinophagus) y de Weddell (Leptonychotes weddellii); leopardos y elefantes marinos (Hydrurga leptonyx y Mirounga leonina); y ballenas azules (Balaenoptera musculus), de aleta (Balaenoptera physalus), franca austral (Eubalaena australis), cachalotes (Physeter macrocephalus) y orcas (Orcinus orca).

### Flora

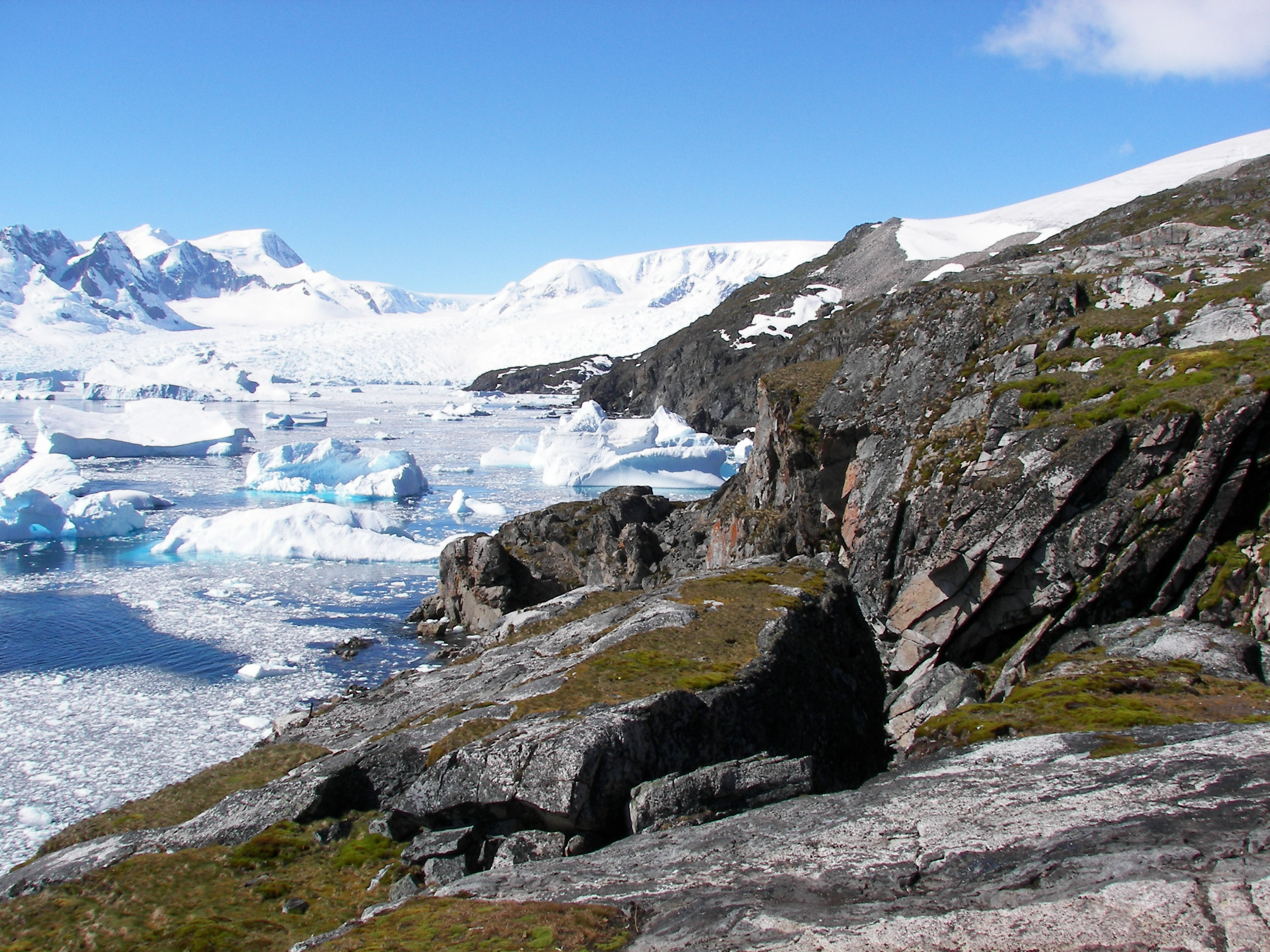
Vista de la costa de la punta con la caleta Cierva a la izquierda. Aquí puede apreciarse la vegetación.

La extensa vegetación costera incluye líquenes, musgos y pastos, incluyendo el pasto antártico (Deschampsia antarctica) y la perla antártica (Colobanthus quitensis). Los suelos minerales contienen cianobacterias y diatomeas. Los artrópodos terrestres y las microalgas no marinas son abundantes. La turba en áreas cubiertas de musgo alcanza unos 80 cm de espesor y cubre áreas de más de una hectárea.

## Reclamaciones territoriales
Argentina incluye a la punta en el departamento Antártida Argentina dentro de la provincia de Tierra del Fuego, Antártida e Islas del Atlántico Sur; para Chile forma parte de la comuna Antártica de la provincia Antártica Chilena dentro de la Región de Magallanes y de la Antártica Chilena; y para el Reino Unido integra el Territorio Antártico Británico. Las tres reclamaciones están sujetas a las disposiciones del Tratado Antártico.
Nomenclatura de los países reclamantes: 
- Argentina: cabo Primavera[1][16]
- Chile: cabo Tisné[3]
- Reino Unido: Cierva Point[1]